# Kayvon Thibodeaux
Kayvon Thibodeaux (geboren am 15. Dezember 2000 in Los Angeles, Kalifornien) ist ein US-amerikanischer American-Football-Spieler auf der Position des Outside Linebackers. Er spielte College Football für die Oregon Ducks und wurde im NFL Draft 2022 in der ersten Runde von den New York Giants ausgewählt.

## College
Thibodeaux kommt aus Los Angeles. Er ging zunächst auf die Junipero Serra High School im kalifornischen Gardena, die er allerdings bereits als Freshman wieder verließ, da er kaum Einsatzzeit in deren Footballteam bekam. Ab Mitte Oktober 2015 ging er auf die Dorsey High School in Los Angeles. Nach einem Umzug nach Woodland Hills wechselte Thibodeaux 2017 auf die Oaks Christian School, an der er seine letzten beiden Highschool-Jahre absolvierte. In seiner letzten Saison an der Highschool erzielte er 54 Tackles, davon 19 für Raumverlust, und 18 Sacks, zudem konnte er fünf Fumbles erzwingen. Thibodeaux wurde von USA Today als Defensive Player of the Year ausgezeichnet.
Thibodeaux erhielt zahlreiche Stipendienangebote von den besten College-Football-Programmen und entschied sich für die University of Oregon, an der er ab 2019 für die Oregon Ducks spielte. Als Freshman erzielte er neun Sacks und wurde als Freshman Defensive Player of the Year in der Pacific-12 Conference gewählt. Mit den Ducks gewann Thibodeaux den Rose Bowl. In der durch die COVID-19-Pandemie in den Vereinigten Staaten verkürzten Saison 2020 erzielte Thibodeaux in sieben Spielen 38 Tackles, davon 9,5 für Raumverlust, und drei Sacks. Er gewann die Morris Trophy als bester Defensive Lineman in der Pacific-12 Conference. Zudem wurde Thibodeaux in das All-Star-Team der Pac-12 gewählt und im Pac-12 Championship Game als Most Valuable Player (MVP) ausgezeichnet.
In der Saison 2021 verpasste Thibodeaux zwei Partien wegen einer Knöchelverletzung. In zehn Spielen erzielte er 49 Tackles und 7,0 Sacks. Thibodeaux war Finalist bei der Wahl zum Chuck Bednarik Award und zur Bronko Nagurski Trophy, mit denen der beste Defensivspieler der Saison ausgezeichnet wird. Vor dem die Saison abschließenden Bowl Game der Oregon Ducks gab Thibodeaux seine Anmeldung für den NFL Draft 2022 bekannt.

## NFL
Thibodeaux wurde im NFL Draft 2022 an fünfter Stelle von den New York Giants ausgewählt. In der Preseason zog er sich eine Innenbandverletzung zu, wegen der er die ersten beiden Spiele der Regular Season verpasste. Sein NFL-Debüt gab er in Woche 3 gegen die Dallas Cowboys. In Woche 15 wurde Thibodeaux als NFC Defensive Player of the Week ausgezeichnet, nachdem er beim Sieg über die Washington Commanders 12 Tackles, davon drei für Raumverlust, erzielt hatte, und im zweiten Viertel bei einem Sack gegen Taylor Heinicke einen Fumble forciert hatte und diesen zu einem Touchdown in die gegnerische Endzone zurückgetragen hatte. Insgesamt verzeichnete Thibodeaux als Rookie in 14 Spielen 49 Tackles, vier Sacks, fünf abgewehrte Pässe, zwei eroberte und zwei erzwungene Fumbles sowie einen Touchdown.

### NFL-Statistiken
| Saison                             | Saison | Spiele | Spiele      | Tackles | Tackles | Tackles | Tackles | Interceptions | Interceptions | Interceptions | Interceptions | Interceptions | Fumbles | Fumbles | Fumbles |
| Jahr                               | Team   | Spiele | als Starter | Gesamt  | Solo    | Ast     | Sacks   | PD            | INT           | Yds           | Lng           | TD            | FF      | FR      | TD      |
| ---------------------------------- | ------ | ------ | ----------- | ------- | ------- | ------- | ------- | ------------- | ------------- | ------------- | ------------- | ------------- | ------- | ------- | ------- |
| 2022                               | NYG    | 14     | 14          | 49      | 33      | 16      | 4,0     | 5             | 0             | 0             | 0             | 0             | 2       | 2       | 1       |
| 2023                               | NYG    | 17     | 17          | 50      | 26      | 24      | 11,5    | 4             | 0             | 0             | 0             | 0             | 3       | 1       | 0       |
| 2024                               | NYG    | 12     | 12          | 28      | 14      | 14      | 5,5     | 2             | 0             | 0             | 0             | 0             | 1       | 0       | 0       |
| Gesamt                             | Gesamt | 43     | 43          | 127     | 63      | 54      | 21,0    | 11            | 0             | 0             | 0             | 0             | 6       | 3       | 1       |
| Quelle: pro-football-reference.com |        |        |             |         |         |         |         |               |               |               |               |               |         |         |         |